# Dravagen
Dravagen är en sjö i Härjedalens kommun i Härjedalen och ingår i Ljusnans huvudavrinningsområde. Sjön har en area på 0,0549 kvadratkilometer och ligger 562,3 meter över havet.

## Delavrinningsområde
Dravagen ingår i det delavrinningsområde (688894-138380) som SMHI kallar för Mynnar i Mosätt-Draggan. Medelhöjden är 609 meter över havet och ytan är 9,03 kvadratkilometer. Det finns inga avrinningsområden uppströms utan avrinningsområdet är högsta punkten. Vattendraget som avvattnar avrinningsområdet har biflödesordning 4, vilket innebär att vattnet flödar genom totalt 4 vattendrag innan det når havet efter 299 kilometer. Avrinningsområdet består mestadels av skog (78 procent) och sankmarker (11 procent). Avrinningsområdet har 0,06 kvadratkilometer vattenytor vilket ger det en sjöprocent på 0,6 procent.